# Stevens (Pennsylvania)
Stevens  è una township degli Stati Uniti d'America, nella contea di Bradford nello Stato della Pennsylvania. Secondo il censimento del 2000 la popolazione è di 414 abitanti.

## Società

### Evoluzione demografica
La composizione etnica vede una maggioranza di quella bianca (95,41%), seguita dai nativi americani (1,69%) dati del 2000.
| township di Stevens Popolazione |     |
| 2000                            | 414 |
| Stima al 2009                   | 394 |